# آیبل‌اشتات
شهر آیبل‌اشتات در ایالت بایرن در کشور آلمان واقع شده است.